# آبنس
آبنس رودی است به دانوب می‌ریزد. این رود از کشور آلمان می‌گذرد.